# Subterranean Homesick Blues
Subterranean Homesick Blues är en låt skriven och lanserad av Bob Dylan 1965. Låten kom först ut på albumet Bringing It All Back Home och var den första elektriska rocklåten Dylan gjorde sedan hans obemärkta debutsingel "Mixed-Up Confusion" 1962. Den kom också ut som singel med "She Belongs to Me" som b-sida. Som sådan blev den en framgång i Storbritannien där den nådde plats 9 på singellistan. I USA nådde den plats 39 på Billboard Hot 100. Subterranean Homesick Blues kan också kategoriseras i rap-genren.

## Musikvideo
I samband med att dokumentären Dont Look Back spelades in, spelades även en video in till denna låt. Ursprungligen är den en inledning till dokumentären men blev senare känd som en musikvideo.
I filmen står Dylan, som själv kom på hela idén, och håller i en bunt med stora kort som är vända mot kameran. Under låtens gång släpper han det översta kortet, där det står ett ord eller en mening från låttexten. Korten var skrivna av Bob Dylan själv men även Donovan, Allen Ginsberg och Bob Neuwirth.
Det finns tre olika klipp. I det ena står Dylan (med Ginsberg och Neuwirth i bakgrunden, liksom de två andra klippen) på ett tak, i det andra i en park och i det tredje i en gränd bakom Savoy Hotel i London.
När Rolling Stone listade "100 Top Music Videos" kom denna musikvideo på sjunde plats.

## Album
- Bringing It All Back Home - 1965
- Bob Dylan's Greatest Hits - 1967
- Masterpieces - 1978
- Biograph - 1985 (alternativ version)
- The Bootleg Series Volumes 1-3 (Rare & Unreleased) 1961-1991 - 1991
- The Essential Bob Dylan - 2000
- Dylan - 2007

## Coverversioner
- Red Hot Chili Peppers
- The Janglers
- Mitch Ryder
- Sizzla